# AP-61x
AP 61x – kinowy projektor filmowy przeznaczony do projekcji na taśmie 35 mm, produkowany przez Łódzkie Zakłady Kinotechniczne. Projektor zbudowany był na bazie modelu AP-61. Symbol „x” w nazwie oznacza zastąpienie latarni opartej na węglowych lampach łukowych nowszym oświetleniem ksenonowym. Modyfikacja ta pozwoliła na polepszenie jakości projekcji (równomierność oświetlenia ekranu), a wyeliminowanie kłopotliwych w użyciu elektrod węglowych znacząco ułatwiło pracę kinooperatorom.

## Konstrukcja
Latarnie w projektorach wyposażono w dwa zwierciadła, tzw. zimne i gorące (zwierciadło i przeciwzwierciadło). Zadaniem przeciwzwierciadła jest odbijanie światła (i ciepła) w stronę zwierciadła. Zwierciadło zaś odbija już tylko same promienie świetlne, które ogniskowane są na migawce i kanale filmowym aparatu.
Do projektora stosowano kolby ksenonowe w układzie pionowym, najczęściej o mocach 1600 W i 2500 W.
System projekcji nie uległ zasadniczym zmianom. W modelu AP-61x wprowadzono możliwość wykorzystania większych szpul filmowych (do 1800 m taśmy, czyli ok. 60 minut projekcji, dawniej – 600 m, czyli 20 minut).